# Karl Gerlich

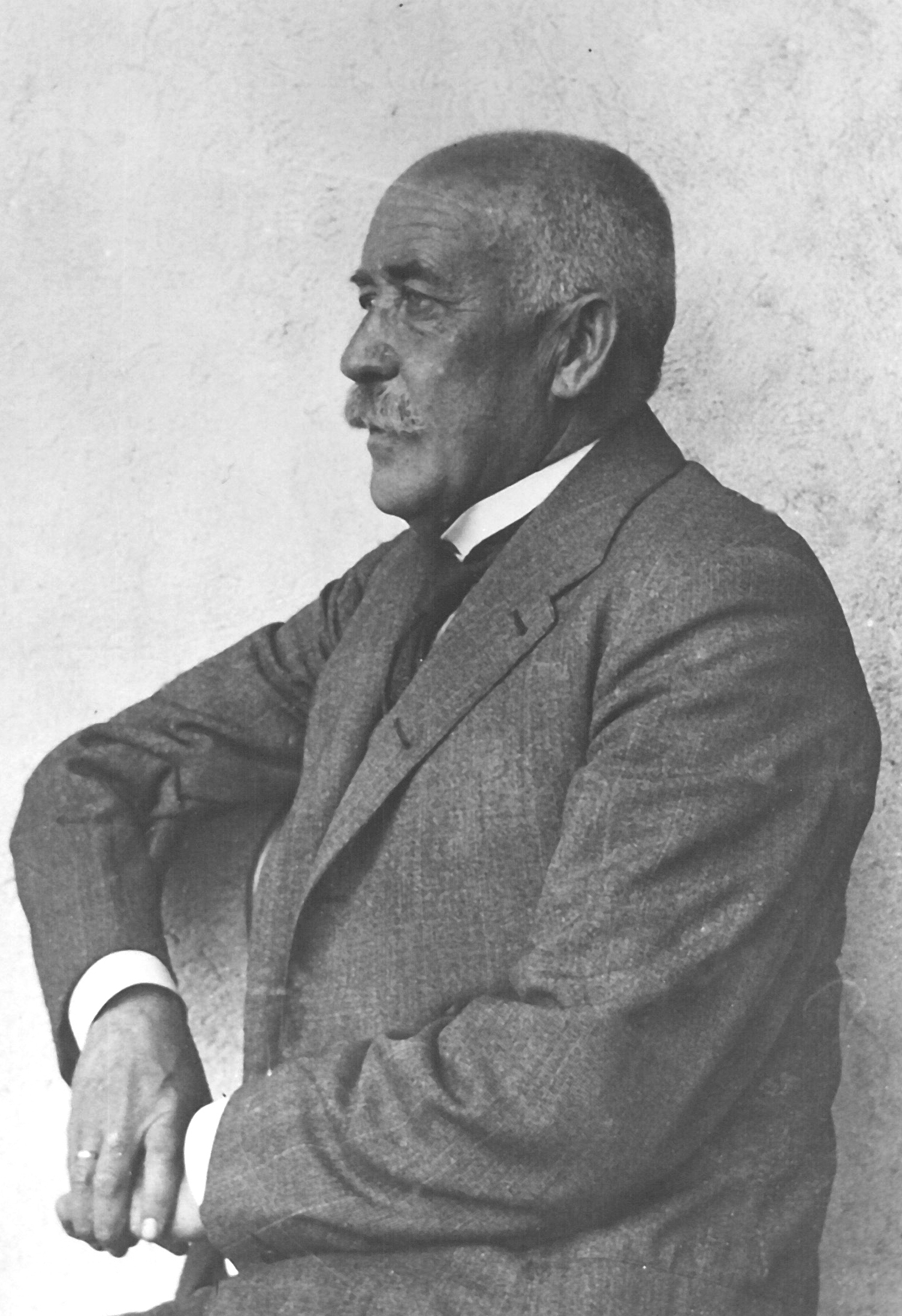
Karl Gerlich

Karl Gerlich (* 8. Juli 1865 in Brünn, Mähren; † 6. Juni 1933 in Brünn-Ober-Gerspitz) war ein Oberlehrer in Brünn, Naturforscher und Prähistoriker in Mähren.

## Leben
Er besuchte vier Klassen des Deutschen Staatsgymnasiums in Brünn und später die dortige Lehrerbildungsanstalt. Seine erste Anstellung als Lehrer erhielt er 1885 an der deutschen Privatvolksschule in Prerau. 1889 wurde Oberlehrer Gerlich Leiter und Dirigent der deutschen Volksschule. Bei Predmost in der Nähe von Prerau besuchte er häufig die Mammutjägerstation. Die Einführung in die Vorgeschichte verdankte er den beiden Forschern Karel Jaroslav Maška und Martin Kříž. Karl Gerlich unternahm sodann bald Ausgrabungen in der Umgebung von Prerau, die an prähistorischen Grabstätten reich war.
Er übergab die Funde dem Landesmuseum und verfasste Berichte an die Anthropologische Gesellschaft in Wien sowie an die „K.K. Centralkommission für die Erforschung und Erhaltung der Kunst- und historische Denkmale“ Wien (Bundesdenkmalamt). Dieser Zentralkommission übersandte er auch zahlreiche Fotografien interessanter Architekturen, Kirchen, Kapellen, Wegkreuzungen, Grabplatten und die dazugehörigen Beschreibungen und wurde ihr korrespondierendes Mitglied. Seine Veröffentlichungen erschienen in den „Mitteilungen der Anthropologischen Gesellschaft in Wien“, „Mitteilungen der K.K. Centralkommission für Erforschung und Erhaltung der Kunst- und historische Denkmale“ (Wien), den „Annalen des K.K. Naturhistorischen Hofmuseums“ (Wien) sowie in der „Zeitschrift für österreichische Volkskunde“.
In Anerkennung seiner Tätigkeit wurde er von der Mährischen Museumsgesellschaft 1897 zum Korrespondenten und 1909 zum Konservator ernannt. Dem  Österreichischen Museum für Volkskunde sandte er volkskundliche Objekte aus den Regionen Hanna (Mähren) und Slowakei. Daneben war er ordentliches Mitglied des Sonnblick-Vereins, Eigentümer des Sonnblick Observatoriums.
Von 1891 bis 1902 war er daneben Leiter der meteorologischen Beobachtungsstation in Prerau und schickte täglich telegraphisch Wetterberichte an die Zentralanstalt für Meteorologie und Geodynamik, die dann in den Wetterkarten verwertet wurden. Ferner sandte er auch Wetterberichte an die Sektion für Meteorologie des naturforschenden Vereines in Brünn. Dieser Sektion lieferte er ebenfalls 11 Jahre lang Wetterberichte von Brünn-Ober-Gerspitz aus. Gründer des Vereins war u. a. der Naturforscher Gregor Mendel.
1903 wurde er an die Volksschule in Mödritz (Modřice) versetzt und 1904 wurde Karl Gerlich zum Oberlehrer und Leiter der deutschen Volksschule in Brünn Ober-Gerspitz ernannt. 1925 wurde er in Anerkennung seiner Dienstleistung pensioniert. Seine Zeit nutzte er nun zur Veröffentlichung von Aktikeln im Brünner Tagesboten, im Brünner Tageblatt und in den „Mitteilungen des Vereins für Geschichte“. Ungedruckte Werke Karl Gerlichs sind: „Der Katalog der Gemäldesammlungen im Landesmuseum“, „Romanische Dorfkirchen in Mähren“, „Holzkirchen in Mähren“, „Ehemalige und bestehende Klöster in Brünn“, „Gemäldesammlung in Mähren“ und „Einige bedeutende Klöster in Mähren“.